# エムアップホールディングス
株式会社エムアップホールディングス（英: m-up holdings,Inc.）は、東京都渋谷区渋谷に本社のある持株会社。東京証券取引所プライム市場上場企業。

## 概略
芸能事務所のアンリミテッド・グループにおいて発足した、コンテンツ配信を行うインターネット関連事業部が母体となって2004年12月に株式会社エムアップが設立。翌2005年1月に同社から携帯コンテンツ事業とeコマース事業を譲受している。
創業者であり現代表の美藤宏一郎は、XJAPAN元メンバーhideの所属事務所HEADWAX ORGANIZATIONの社長を務めていた当時、hideが生前語っていた「インターネットや携帯電話で音楽を聴く世の中になる」と言う言葉に賭けて当社を起業した。2012年3月に当社が東証マザーズへ上場を果たした際には、取締役の姉帯恒（現・ユニバーサルミュージッククリエイティブ社長）がhideの遺影を抱えて美藤が打鐘し、hideへ感謝を伝えている。
その後、翌2013年9月には東証一部へ上場。複数の連結子会社を設立の後、2020年4月に持株会社制へ移行し、現社名『株式会社エムアップホールディングス』へ商号変更。2022年4月からは東証プライムへ市場変更。
事業内容はコンテンツ事業（ファンクラブサイト運営、EC事業など）、電子チケット事業を中心に展開。その他、キャラクターコンテンツの配信や、アプリ開発、VR、ライブ配信、韓流、アパレルなどのグループ会社を傘下に置く。

## 沿革
- 2004年12月 - 携帯電話端末及びPC端末向けの有料コンテンツの提供及び通信販売を主事業とする目的で、東京都渋谷区神宮前に株式会社エムアップを設立。
- 2005年1月 - アンリミテッド・グループから携帯コンテンツ配信事業、PCコンテンツ配信事業及びeコマース事業の営業譲受。
- 2005年10月 - eコマース事業において、アパレル商品のセレクトショップである「ROYAL Roc（ロイヤルロッシュ）」を開設。
- 2006年9月 - 本社を東京都渋谷区渋谷に移転。
- 2006年10月 - 携帯コンテンツ配信事業において、自社がコンテンツプロバイダーとなる携帯電話キャリア公式サイトとして、メロディコールを提供する「アーティスト公式コール」を開設。
- 2007年2月 - 「ROYAL Roc（ロイヤルロッシュ）」の携帯電話キャリア公式サイトを開設し、携帯電話端末を通じたeコマース事業を開始。
- 2007年7月 - 「アーティスト公式デコメ」をキャリア公式サイトとして開設し、音楽以外のコンテンツ分野へ進出。
- 2008年9月 - 「GLAY MOBILE」をキャリア公式サイトとして開設。携帯コンテンツ事業において、ファンクラブサイトの運営を開始
- 2011年8月 - eコマース事業において、GLAYオフィシャルストアG-DIRECTを開設し、CD、DVD及びブルーレイといった音楽映像商品の直販事業を本格的に開始。
- 2012年3月 - 東証マザーズ市場へ上場。
- 2012年5月 - アドウェイズより、アドウェイズ・エンタテインメント（エムアップAEへ商号変更）の全株式を取得し、子会社化。
- 2013年5月 - エムアップAEを吸収合併。
- 2013年9月 - 東京証券取引所市場第一部に市場変更。
- 2014年11月 - ハンアップ設立（現THE STAR JAPAN、連結子会社）。
- 2015年12月 - 株式会社FREE設立（連結子会社）。
- 2016年1月 - WateR設立（現Roen Japan、連結子会社）。
- 2016年6月 - WEARE設立（連結子会社）。ハンアップを、THE STAR JAPANへと商号変更し、スターニュース及びザ・スター・アジアと資本提携を締結。
- 2017年9月 - WateRを、Roen Japanへと商号変更。
- 2018年3月 - VR MODE設立（連結子会社）。KAKUZO設立（連結子会社）。
- 2018年9月 - EMTG株式会社の全株式を取得し、子会社化（現Fanplus、連結子会社）。
- 2018年12月 - エンターテイメント・ミュージック・チケットガード設立（現Tixplus、連結子会社）。
- 2019年2月 - 日本経済団体連合会入会。
- 2019年4月 - エムアップ分割準備会社設立（現Creative Plus、連結子会社）。
- 2020年4月 - 持株会社体制へと移行、株式会社エムアップホールディングスへと商号変更。
- 2022年4月 - 東証プライム市場へ移行。
- 2023年5月 - エムアップアセットマネジメント設立（連結子会社）。Dear U plus設立（連結子会社）。

## 事業

### Fanplus
アーティストやタレントのファンサイト・ファンクラブの企画・開発・運営やアーティストグッズオンライン販売システムの開発・運営、音楽メディアの企画・運営を行う。アーティストの生配信視聴に特化した視聴専用アプリ「FanStream」を提供している。
2007年3月に設立されたエキサイトの音楽レーベル「エキサイト・ミュージック エンタテインメント」が始まりで、2010年5月にエキサイトグループを離れ「EMTG株式会社」に社名変更。2018年9月にエムアップの子会社となり、2020年4月にエムアップのファンクラブサイト事業と統合して現社名「Fanplus」に変更した。

### Tixplus
電子チケットアプリ「チケプラ」や、公式チケットトレードサービス「チケプラTrade」、プロスポーツチーム向けのデジタルカードコレクションサービスなどを開発・運営している。
旧EMTG社からチケット販売事業を分離する形で、2018年12月に「エンターテイメント・ミュージック・チケットガード」が設立され、2020年4月に現社名「Tixplus」に変更した。

### Creative Plus
エムアップを持株会社体制へ移行させるための会社分割として、旧エムアップのコンテンツ事業を引き継ぎ2020年4月に設立された。アニメ・キャラクター等、各種IPを活用したコンテンツやアプリ、WEBサービスの企画、提案、開発・運営を行っている。

### WEARE
2016年7月設立。アーティストやアイドルグループ、アニメIPなどのファンアプリの開発・運営や、ソーシャルゲーム・カジュアルゲームのプロデュース・企画・開発・運営などのアプリ事業や、2D・3D・アニメーションなどイラスト・アニメーション制作事業を行っている。 

### FREE
2015年12月設立。コンサート、各種イベント、テレビ・ラジオ番組の企画・制作やレコード原盤・ビデオ原盤の企画、制作、管理および藤原ヒロシの音楽部門マネージメント事業を行う。2018年からディスクガレージと資本提携を結んでいる。

### VR MODE
エムアップがファンクラブ事業などで培った、各権利元との繋がりを活かし、VRを中心とした先端表現技術を用いたライブ動画の生配信など、新たな事業の創出と発展、拡大を図ることを目的に、VRコンテンツ制作、360度動画の撮影、配信、販売プラットフォームの構築を主軸事業とし2018年4月に設立。配信インフラをJストリーム、映像制作をセップ、撮影・高画質配信ソリューション技術協力がクロスデバイスが担当し、2020年5月27日にサービス開始した。

### THE STAR JAPAN
2014年11月に、韓国アーティストや俳優などの日本公式ファンクラブやECサイトの運営など、韓流コンテンツを中心に事業を展開する「ハンアップ」が設立。2016年6月に、韓国最大手インターネットメディアグループ「マネートゥデー」の完全子会社である「スターニュース」および映画・公演投資やグローバルマーケティングを専門とする「Kiwi Company」の連結子会社である「ザ・スター・アジア」との間で資本・業務提携を行い、社名を「THE STAR JAPAN」へと変更した。

### Roen Japan
EC事業部で扱っている商品の越境EC販売、中国市場進出を見据えて2016年1月に「WateR」が設立。2017年9月にWateRが「Roen Japan」に社名変更。エムアップ内のアパレルブランド「Roen」を扱う部門が移動し、同ブランドの展開を行っている。

### Dear U plus
韓国の芸能界で2020年から展開しているメッセージアプリ「bubble」（Dear U社提供）の日本版「bubble for JAPAN」事業の運営および管理を目的に2023年5月に設立した合弁会社。翌2024年6月4日にサ―ビス開始した。